# Djoeke Veeninga

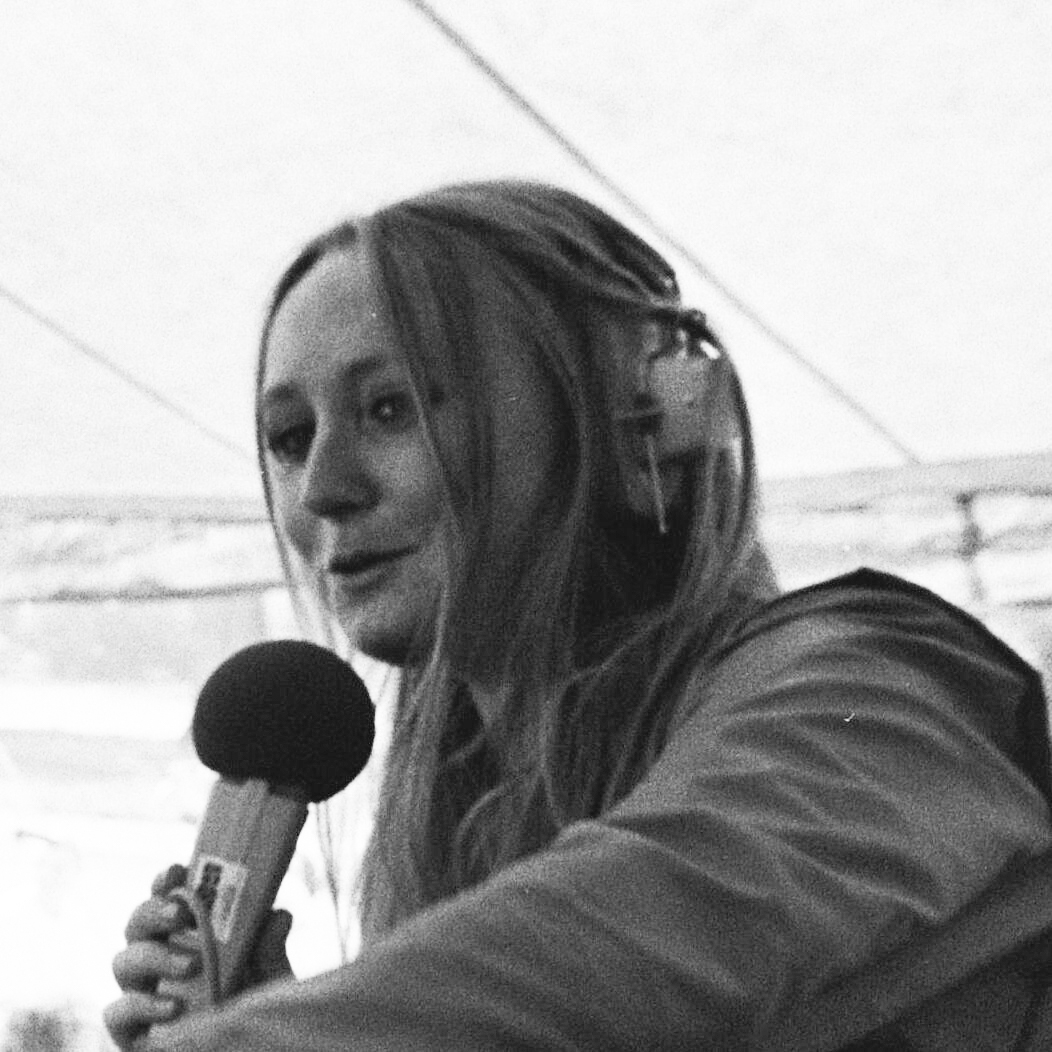
Djoeke Veeninga op de Dag voor roodharigen van de VPRO-radio in Baarn, 1979

Djoeke Veeninga (Amsterdam, 1953) is een Nederlands auteur, journaliste en programmamaker voor radio en televisie.
Na haar start bij VARA-radioprogramma Hoor haar, begon Veeninga bij de VPRO met Radio Embargo. Tussen 1984 en 1993 bouwde zij bekendheid op als buitenlandredacteur van Het Gebouw. In deze jaren verschenen diverse boeken van haar: Het geluk van de mier (1991) over haar verblijf in Indonesië, Standplaats Tanzania (1992) en Standplaats Vietnam (1994).
Vanaf 1989 verzorgde ze als interviewer diverse marathoninterviews, drie uur durende diepgaande gesprekken met één gast, onder wie Gerard Spong, Sonja Barend, Paul de Leeuw, Ayaan Hirsi Ali en Maarten van Rossem.
Vanaf 1993 was Veeninga presentatrice en medewerkster van VPRO aan de Amstel en vervolgens De Ochtenden, een (inmiddels verdwenen) populair rechtstreeks programma met achtergronden bij het nieuws.
Vanaf 2002 werkte zij mee aan diverse thema-avonden voor VPRO-tv, zoals Seks Odyssee (2002), Voor de klas en Wat doen wij met onze kinderen (2005) en Niet van Hier (2006). Het meest opvallend en door velen geroemd was haar documentaire over het ziekteproces van haar moeder en haar rol als dochter daarin (Wat doen wij met onze ouders, 2004).
Naast haar werk voor radio en tv is zij regelmatig discussieleider bij diverse debatten en congressen en verzorgt zij interviewtrainingen met Hanneke Groenteman. In 2008 verscheen haar boek Het nahuwelijk, over het behouden van een goede verstandhouding tussen ex-partners.
Djoeke Veeninga heeft samen met filmmaker Pim de la Parra een dochter, de cabaretière Nina de la Parra.

## Publicaties (selectie)
- We worden altijd voor de gek gehouden, 1978 (met Jan Jongepier), ISBN 9789026304316
- Typisch vrouwenwerk, 1983, ISBN 9067270024
- Het geluk van de mier : ...standplaats Indonesië..., 1991, ISBN 9070435039
- Standplaats Tanzania, 1993, ISBN 9053300651
- Standplaats Vietnam, 1995, ISBN 9053301232
- Het nahuwelijk, 2008, ISBN 9789045701240